# Pelourinho de Amares

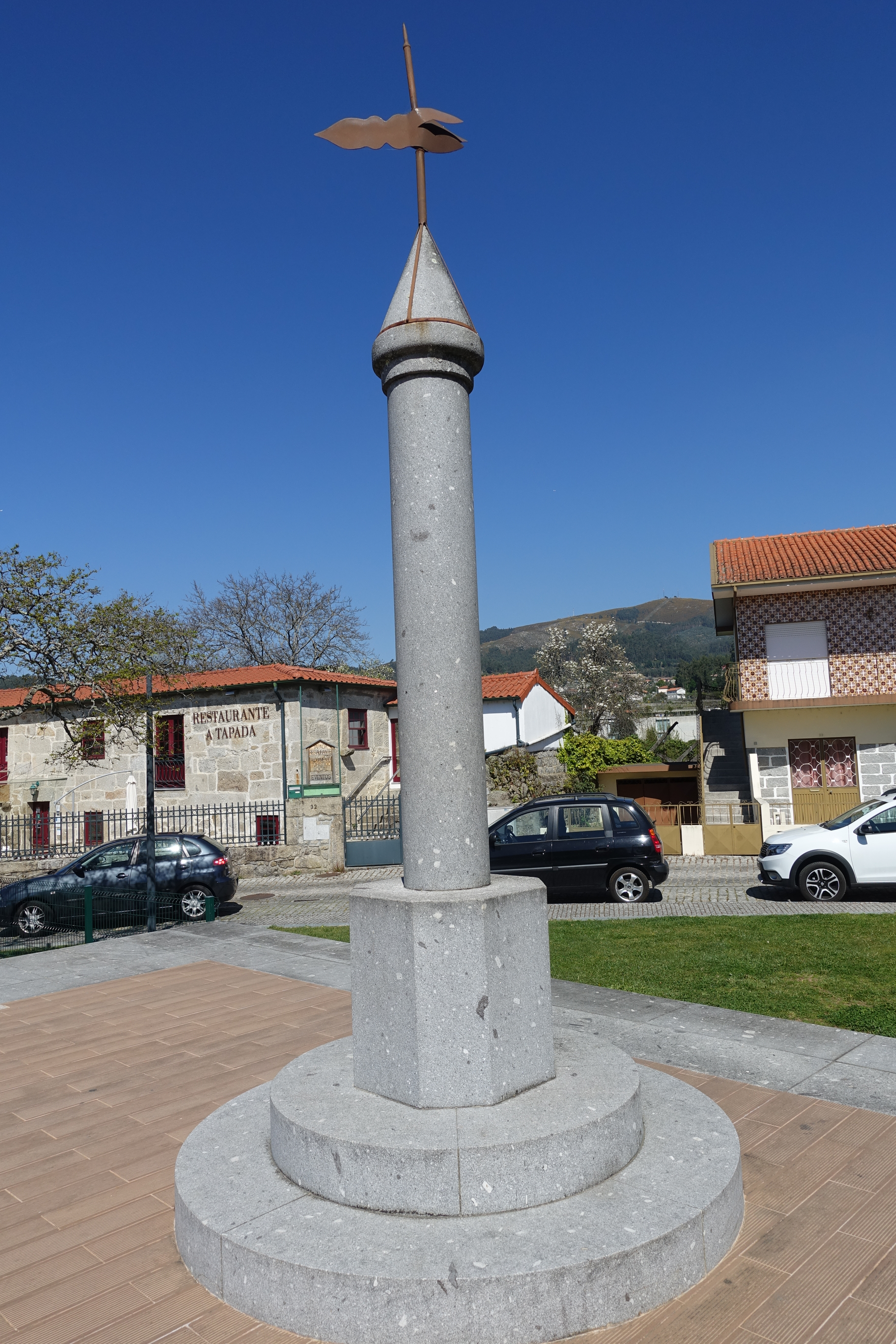
Réplica do pelourinho

O Pelourinho de Amares localiza-se na freguesia de Amares, município do mesmo nome, distrito de Braga, em Portugal.

## História
Foi erguido no século XVII.
Encontra-se classificado como Monumento Nacional desde 16 de outubro de 1910.
Do Pelourinho original já só existe um fragmento, que não se encontra em exposição pública. A base encontra-se junto do antigo edifício da câmara, atual biblioteca municipal.

## Características
Este pelourinho, erguido em granito, compunha-se de uma coluna cilíndrica, sem base, sobre plinto hexagonal (a única parte que pode ser observada), em dois degraus circulares. É rematado por um coruchéu piramidal, liso, a terminar por catavento fantasioso, de ferro, com ventarola de chapa aberta.
Foi realizada uma cópia moderna do pelourinho original.